# Mondkalender (Babylonien)
Der babylonische Mondkalender war ein von babylonischen Astronomen entworfenes theoretisches Lunarkalendermodell, das aus gemittelten synodischen Mondmonaten bestand.

## Grundlagen

Animation der Mondphasen während einer Lunation (29,5 Tage)

Der babylonische Mondkalender diente als einheitliches Zeitsystem der Aufzeichnung sowie Vorausberechnung von lunaren und planetarischen Ereignissen. Er besaß daher den Charakter eines astronomischen Vorhersagekalenders, dessen Prognosen mit den Aufzeichnungen von tatsächlich eingetretenen Ereignissen im babylonischen Kalender korrespondierten.
Die Babylonier unterteilten den mittleren synodischen Monat in 30 planetare Ephemeriden-Einheiten, die auch bezüglich der Großkreis-Berechnung als Zeitgröße Anwendung fanden. Die so ermittelten Zeiteinheiten trugen keinen speziellen Namen, sondern erhielten die schlichte Bezeichnung „Tage“, die maximal einen Tag von den realen Kalendereinträgen im babylonischen Kalender abweichen konnten. Die Berechnungsgrundlage des babylonischen lunaren Tages ist mit den indischen Tithi identisch.
Neulichttage fielen im babylonischen Mondkalender immer auf den 1. oder 30. Tag, wobei der Grundsatz galt: Wenn das Neulicht am 30. Tag zu beobachten ist, gilt dieser Tag als 1. Tag des Folgemonats. Die beiden Schaltmonate Addaru II und Ululu II hatten die gleiche Systematik als Grundlage.

## Monatsnamen
Die babylonischen Namen der Mond- und Kalendermonate, die aus der altbabylonischen Zeit (2000–1600 v. Chr.) stammen, leiteten sich aus dem älteren Kalendersystem aus Nippur ab.
| Monatsnamen in verschiedenen Epochen und Regionen |                                                    |                 |                  |                   |
| Monats-Nr.                                        | Babylonischer Kalender                             | Nippur-Kalender | Ur-III-Kalender  | Lagaš-Kalender    |
| 1                                                 | Nisannu (bar)                                      | Bara-zag-gar-ra | Maš-du-ku        | Gan-maš           |
| 2                                                 | Ajaru (gu4)                                        | Ezen-gu4-si-su  | Šeš-da-ku        | Gu4-du-bi-sar-sar |
| 3                                                 | Simanu (sig4)                                      | Sig4-ga         | U5-bi-ku         | Ezen-dLi9-si4     |
| 4                                                 | Du'uzu (šu)                                        | Šu-numun        | Ki-sig-dNin-a-zu | Šu-numun          |
| 5                                                 | Abu (izi)                                          | NE-NE-gar-ra    | Ezen-dNin-a-zu   | Munux-(DIM4)-ku   |
| 6                                                 | Ululu (kin)                                        | Kin-dInanna     | A-ki-ti          | Ezen dDumu-zi     |
| 7                                                 | Tašritu (du6)                                      | Du6-ku          | Ezen-dŠul-gi     | Ezen-dŠul-gi      |
| 8                                                 | Araḫsamna (apin)                                   | Apin-du8-a      | Šu-eš-ša         | Ezen-dBa-ba6      |
| 9                                                 | Kislimu (gan)                                      | Gan-gan-e       | Ezen-maḫ         | Mu-šu-du7         |
| 10                                                | Tebetu (ab)                                        | Ab-e            | Ezen-an-na       | Amar-a-a-si       |
| 11                                                | Šabatu (ziz)                                       | Ziz-a           | Ezen-me-ki-gal   | Še-gur10-ku5      |
| 12                                                | Addaru (še)                                        | Še-gur10-ku5    | Še-gur10-ku5     | Še-il-la          |
| S                                                 | Addaru II (DIR, dirig) Ululu II (KIN-2-KAM, 2-KAM) |                 |                  |                   |